# Babol
Babol este un oraș din Iran.